# جرم لختی
جرم لَختی یا جرمِ مانْد در فیزیک ویژگی بنیادی هر جسم است که تمایل آن را به مقاومت دربرابر شتاب می‌نمایاند. نخستین بار در فیزیک این کمیت در قانون دوم نیوتن ظاهر شد. این جرم در برخی دیگر از نظریه‌های فیزیک نیز ظاهر می‌شود، مثلاً جرم در معادلهٔ شرودینگر نیز همان جرم لختی است.
جرم لختی را نباید با جرم گرانشی یکی پنداشت. جرم گرانشی میزان نیروی وارد بر جسم را در یک میدان گرانشی نشان می‌دهد. جرمی که در قانون جهانی گرانش نیوتن ظاهر می‌شود جرم گرانشی است. جرم گرانشی را گاهی بار گرانشی نیز می‌نامند (شبیه بار الکتریکی) تا بتوان آن را از جرم لختی بازشناخت. در کتاب‌های درسی معمولاً هر دوی این کمیت‌ها را با m نشان می‌دهند.
آزمایش‌های گوناگون نشان می‌دهند که جرم لختی و جرم گرانشی با دقت بسیار زیادی با هم متناسب هستند و با برگزیدن یکاهای مناسب مقدار عددی آن‌ها نیز با هم برابر می‌شود. این برابری به اصل هم‌ارزی معروف است. در مکانیک کلاسیک هیچ توضیحی برای این برابری وجود ندارد، ولی در نسبیت عام اصل هم‌ارزی یکی از اصول موضوعهٔ این نظریه است.